# Дупляки
Дупляки́, или носороги (лат. Dynastinae) — одно из подсемейств пластинчатоусых жуков.

## Описание

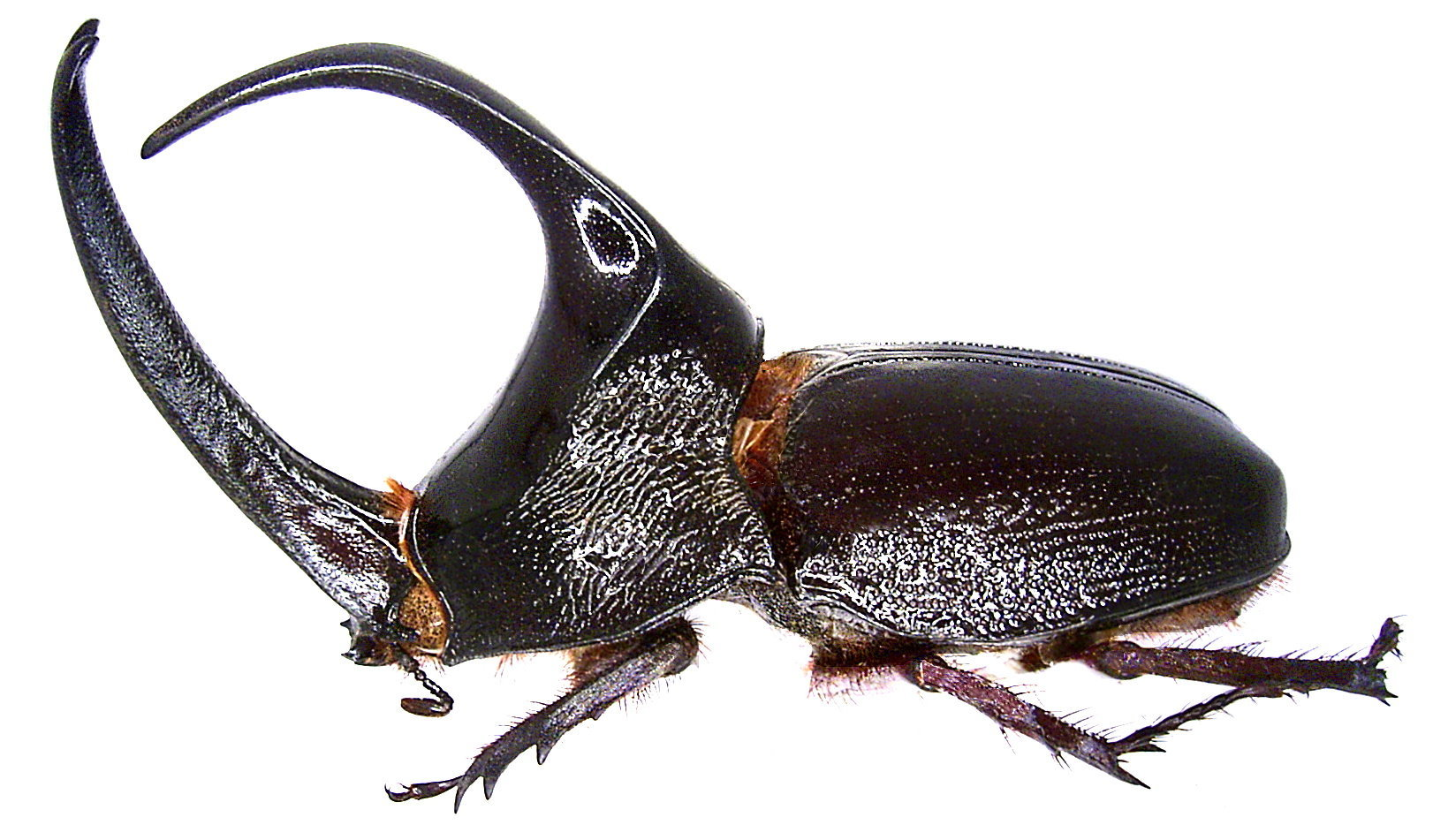
Enema pan

Дупляки относятся к числу самых крупных жуков. Отдельные виды, например, жук-геркулес (Dynastes hercules), могут достигать длины до 172 мм. Характерной чертой являются придаточные выросты на голове и передспинке самцов.
Окраска в большинстве случаев одноцветная тёмная — буро-красная, бурая, тёмно-бурая, чёрная, иногда (у Chalcosoma) с металлическим отливом. У некоторых видов окраска двуцветная, например, у жука-геркулеса тело чёрное, а надкрылья оливково-зелёные или желтоватые в чёрных крапинках. Яркую, пёструю окраску (рыжую с чёрным рисунком) имеют представители американского рода Cyclocephala.
Голова небольшая или маленькая, уже переднеспинки, направлена вперед, сверху очень часто несёт на себе рог или бугорок, более развитые у самцов; даже у самок тех видов, самцы которых имеют сильно развитые рога, последние обычно несут небольшой бугорок, очень редко, например, как у Oryctes rhinoceros самка имеет рог такого же строения, как у самца, но гораздо меньшего размера. Форма таких выростов и рогов у самцов чрезвычайно разнообразна.
Горло сильно выпуклое. Усики 10-члениковые, реже 9- или 8-члениковые, с маленькой, З-члениковой, пластинчатой булавой. Длина переднеспинки не превосходит ширину. Переднеспинка обычно более или менее выпуклая, нередко с различными ямками у обоих полов или с зубцами, выростами и рогами, которые развиты преимущественно у самцов.
Надкрылья нормально развитые, выпуклые, не суженные, укороченные, на боковом крае без выемок. Крылья всегда развитые. Пигидий иногда почти плоский, а чаще более или менее сильно выпуклый.

## Географическое распространение
К подсемейству Dynastinae принадлежит около 1330 — 1400 видов, относящихся к 170 родам, распространённых во всех странах, но преимущественно в тропическом поясе. Наибольшее количество видов (404) известно из Неотропической области, затем из Эфиопской (244), Австралийской (231), Неарктической (121), Индо-Малайской (104). Палеарктическая область наиболее бедна представителями этого подсемейства; здесь встречается только 65 видов, что составляет около 5 % от всей их фауны.
Из 65 видов, распространённых в Палеарктике, только 5 являются общими с другими зоогеографическими областями, а именно: с Индо-Малайской областью — 4, с Эфиопской — 1. Остальные 60 видов для Палеарктики эндемичны.

## Размножение

### Личинка
Тело личинки С-образно изогнутое, толстое, обычно состоит из 12 сегментов, покрыто редкими волосками.
Голова округленная. Наличник трапециевидный, поперечный. Верхняя губа поперечно-овальная, сверху в разбросанных щетинках, снизу с асимметрично расположенными характерными для определённых систематических групп и видов группами щетинок. Верхние челюсти треугольные массивные, с двумя зубцами на внутреннем крае.
Дыхальца большие, тёмно окрашенные. Анальный сегмент разделён кольцевой, поперечной бороздкой на 2 части и на вершине просто равномерно закруглён. Анальное отверстие в виде поперечной щели. На задней части анального тергита имеется дополнительная складка, параллельная разделяющей сегмент основной складке и расположенная недалеко от неё. Все 3 пары ног относительно длинные, с сильно развитыми, длинными тазиками и заострёнными коготками.
Личиночная стадия длительная, у некоторых видов может длиться нескольких лет. Личинки развиваются в гнилой древесине или в почве.

### Куколка
Куколка свободного типа, по форме похожа на взрослого жука с укороченными крыльями. Голова подогнута под грудь. Последний сегмент брюшка треугольный, на вершине с треугольной выемкой. Сначала куколка имеет белую или несколько желтоватую окраску, у Oryctes, Pentodon красно-бурая. Куколка обычно находится в земле или гнилой древесине, древесной трухе — в зависимости от образа жизни личинки.

## Хозяйственное значение
Большинство личинок являются сапрофагами, у некоторых видов они частично, а иногда и преимущественно питаются живыми корнями растений, чем могут приносить вред сельскохозяйственным и лесным культурам. Личинки некоторых дендрофильных форм могут развиваться в живой древесине. Жуки рода Pentodon питаются травянистой растительностью. Некоторые тропические виды из рода Oryctes и другие вредят кокосовым пальмам, таро, сахарному тростнику и т. п.

## Систематика
Подсемейство дупляков разделено на девять триб, шесть из них распространены в Новом Свете. Члены трибы Hexodontini родом из Мадагаскара, а Oryctoderini — на Востоке (макрорегион) и в Австралии. Подсемейство включает следующие трибы:
- Agaocephalini Burmeister, 1847 — триба включает в себя 11 родов с 40 видами;
- Cyclocephalini Laporte de Castelnau, 1840 — триба включает в себя 12 родов;
- Dynastini MacLeay, 1819 — триба включает в себя 18 родов;
- Hexodontini Lacordaire, 1856 — триба включает в себя 3 рода;
- Oryctini Mulsant, 1842 — триба включает в себя 18 родов;
- Oryctoderini Endrödi, 1966 — триба включает в себя 12 родов;
- Pentodontini Mulsant, 1842 — триба включает в себя 60 родов;
- Phileurini Burmeister, 1847 — триба включает в себя 8 родов.

## Галерея

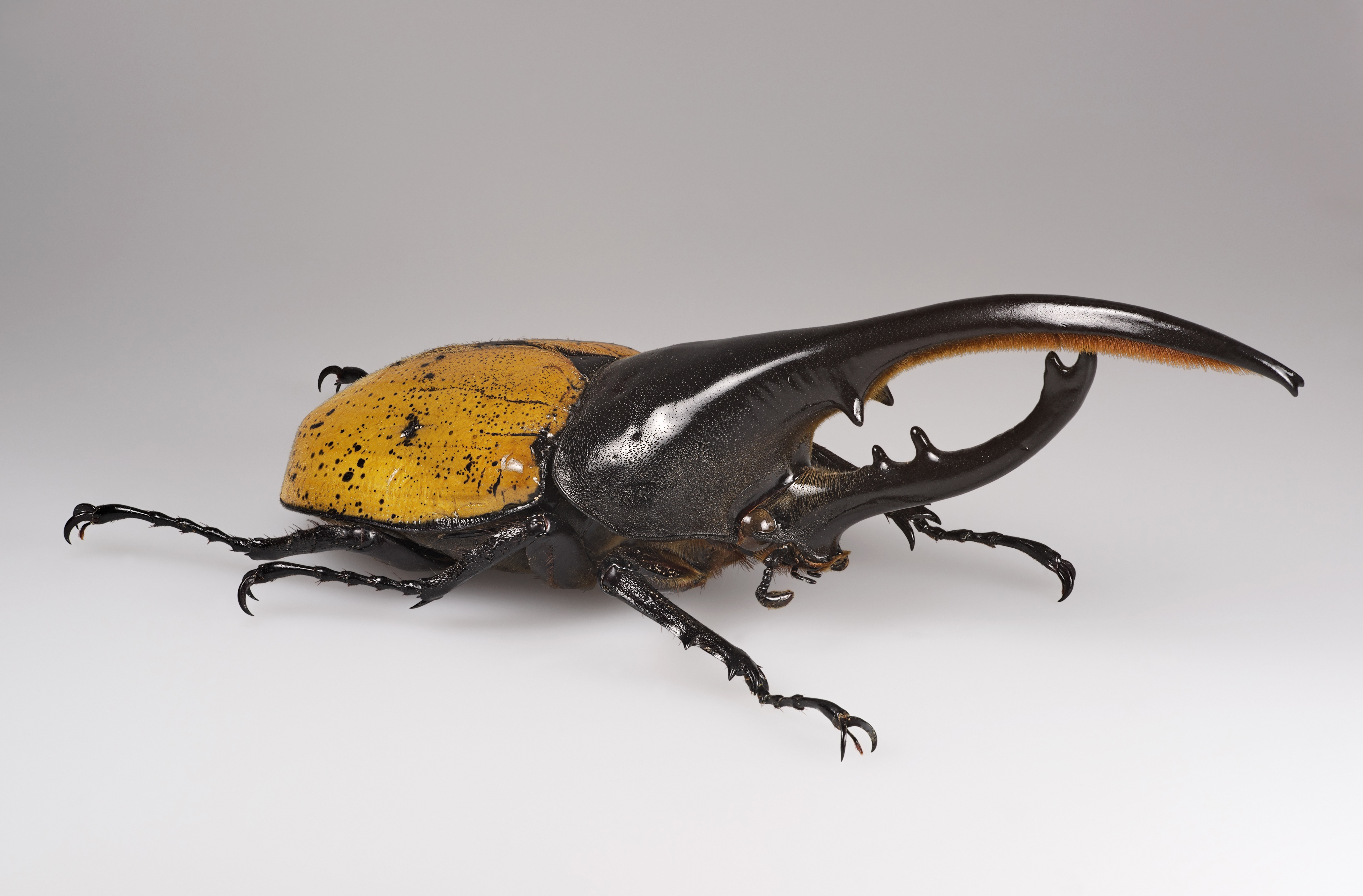
Жук-геркулес
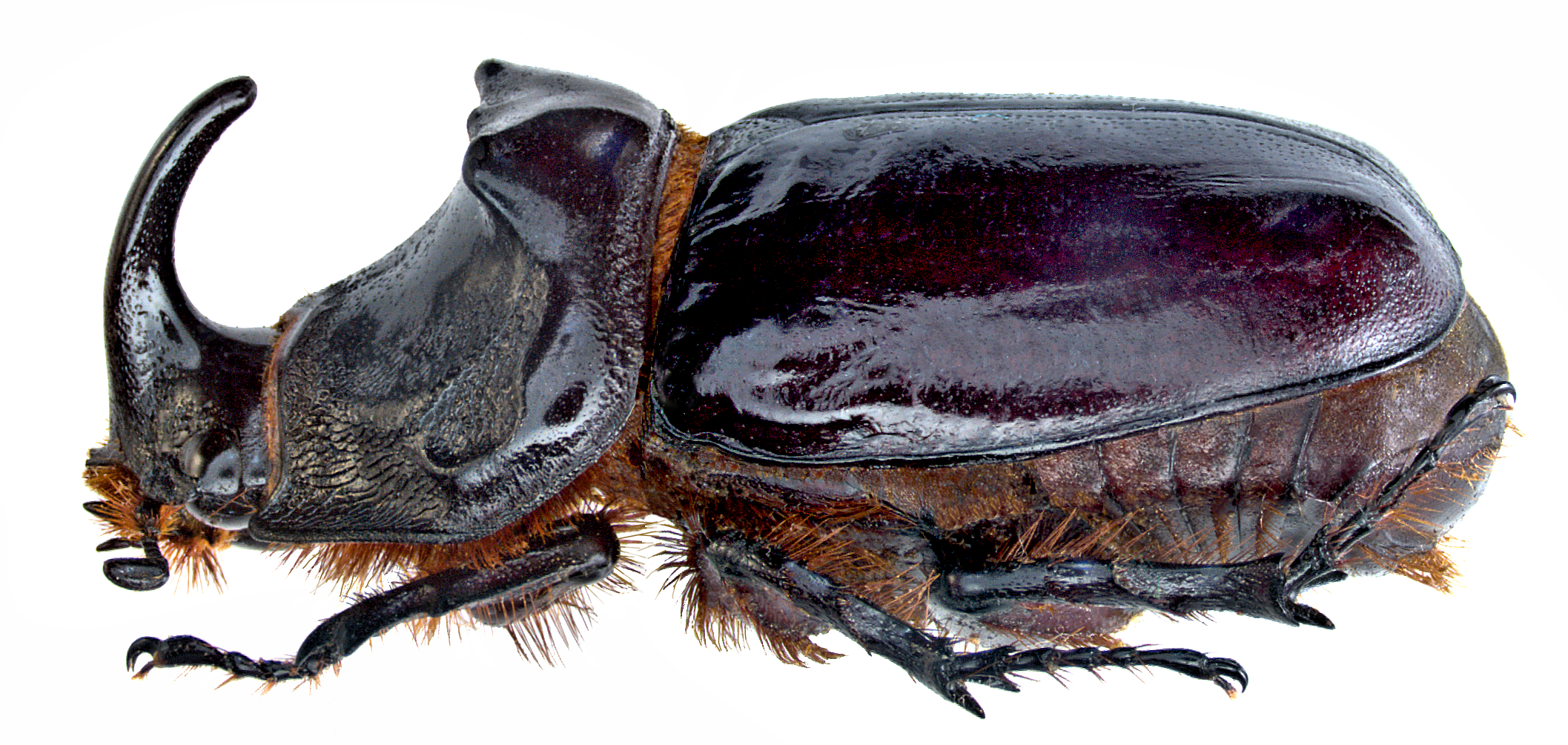
Жук-носорог
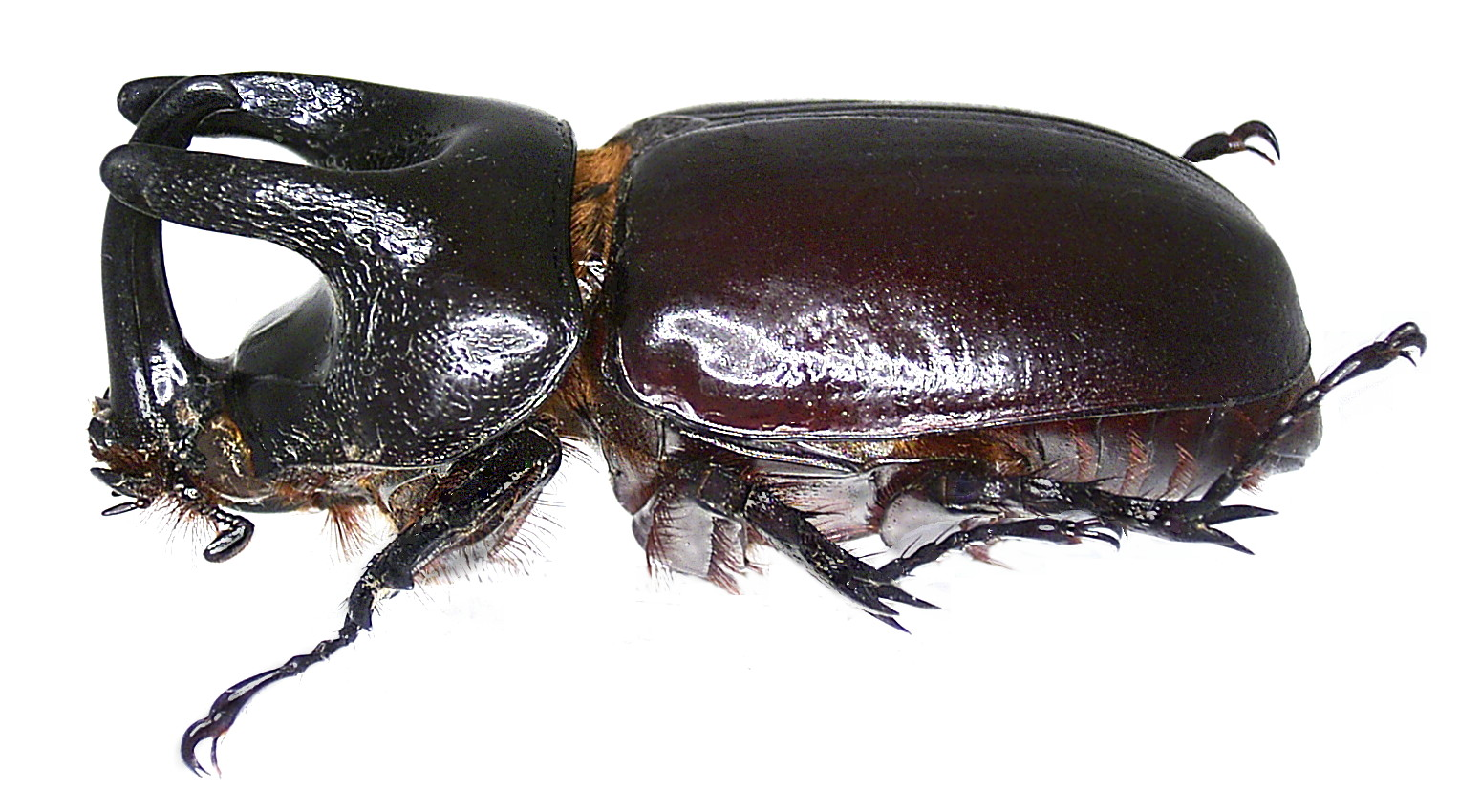
Scapanes australis
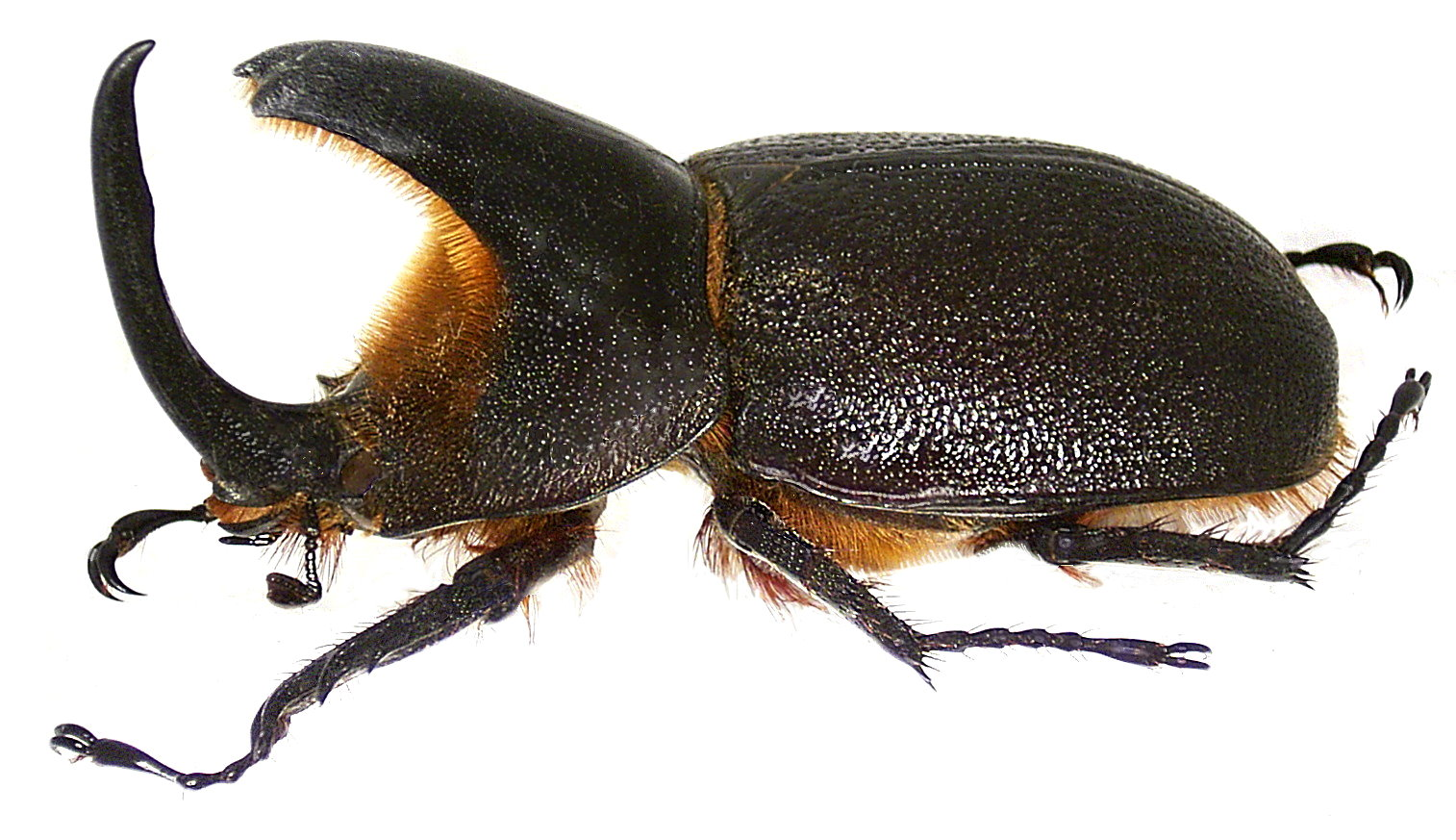
Heterogomphus schoenherri
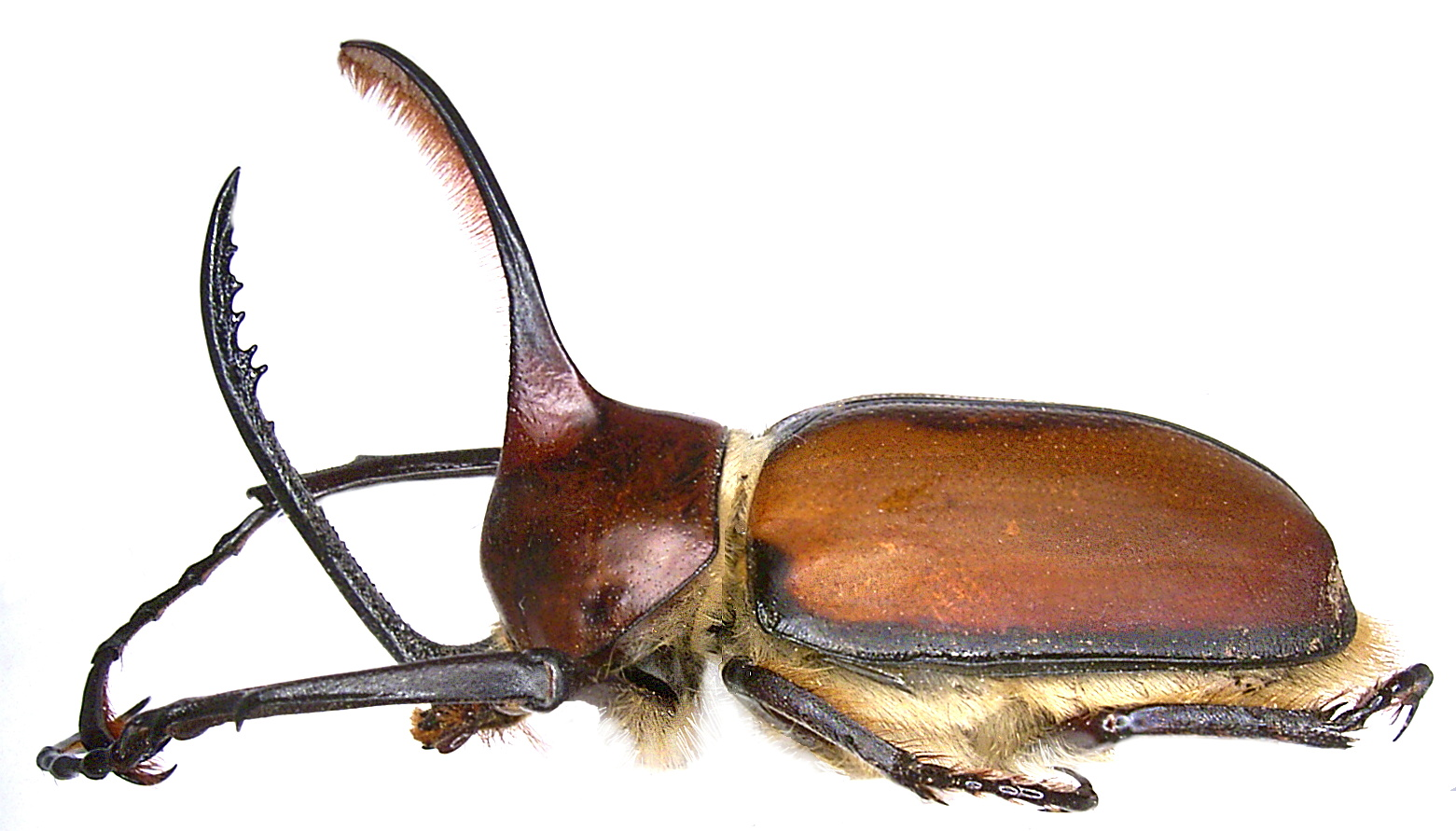
Golofa aegeon
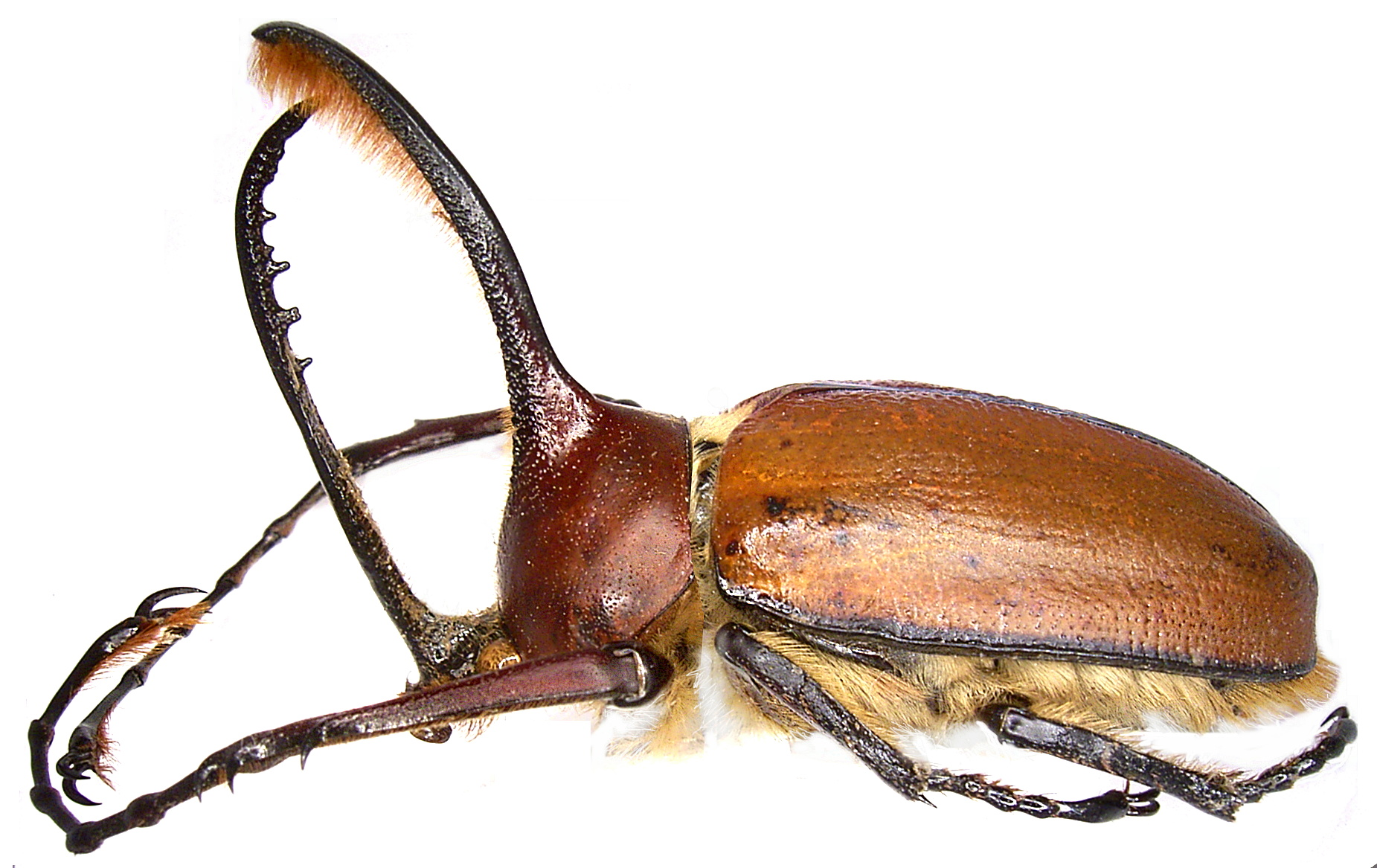
Golofa eacus
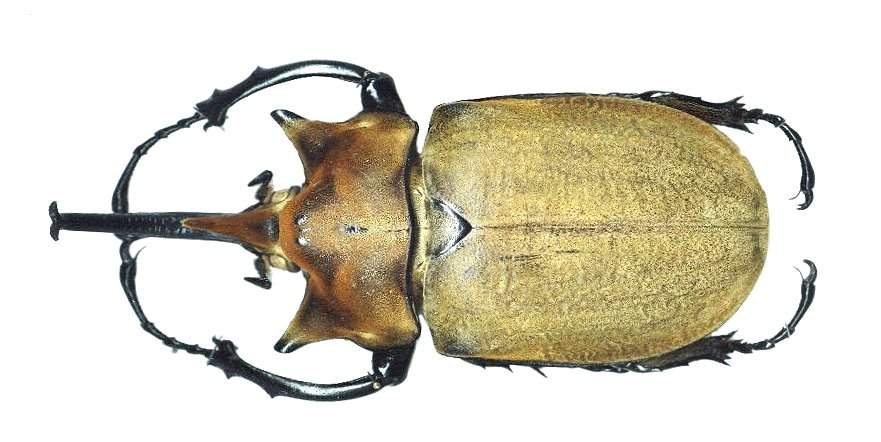
Megasoma elephas
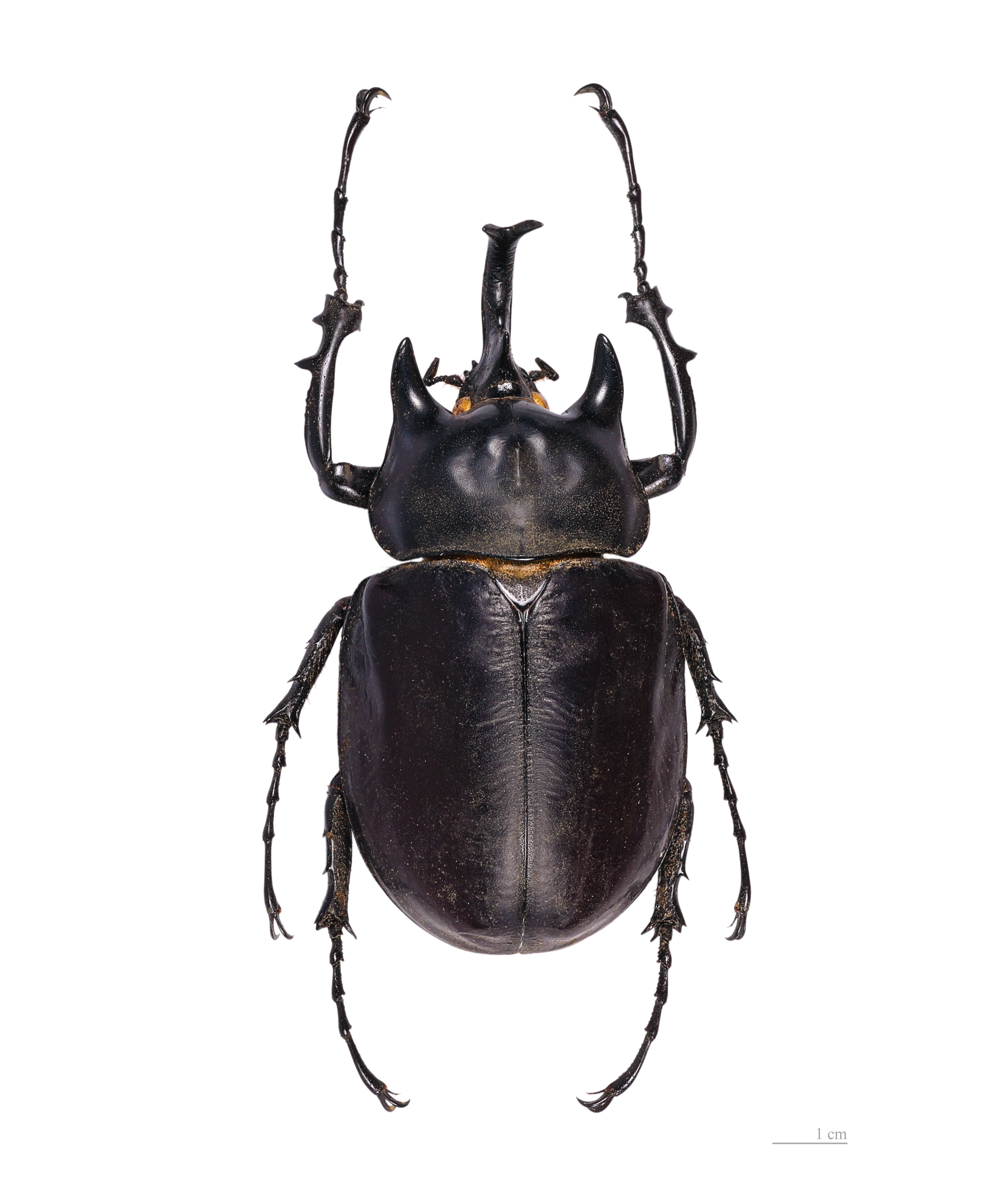
Megasoma actaeon
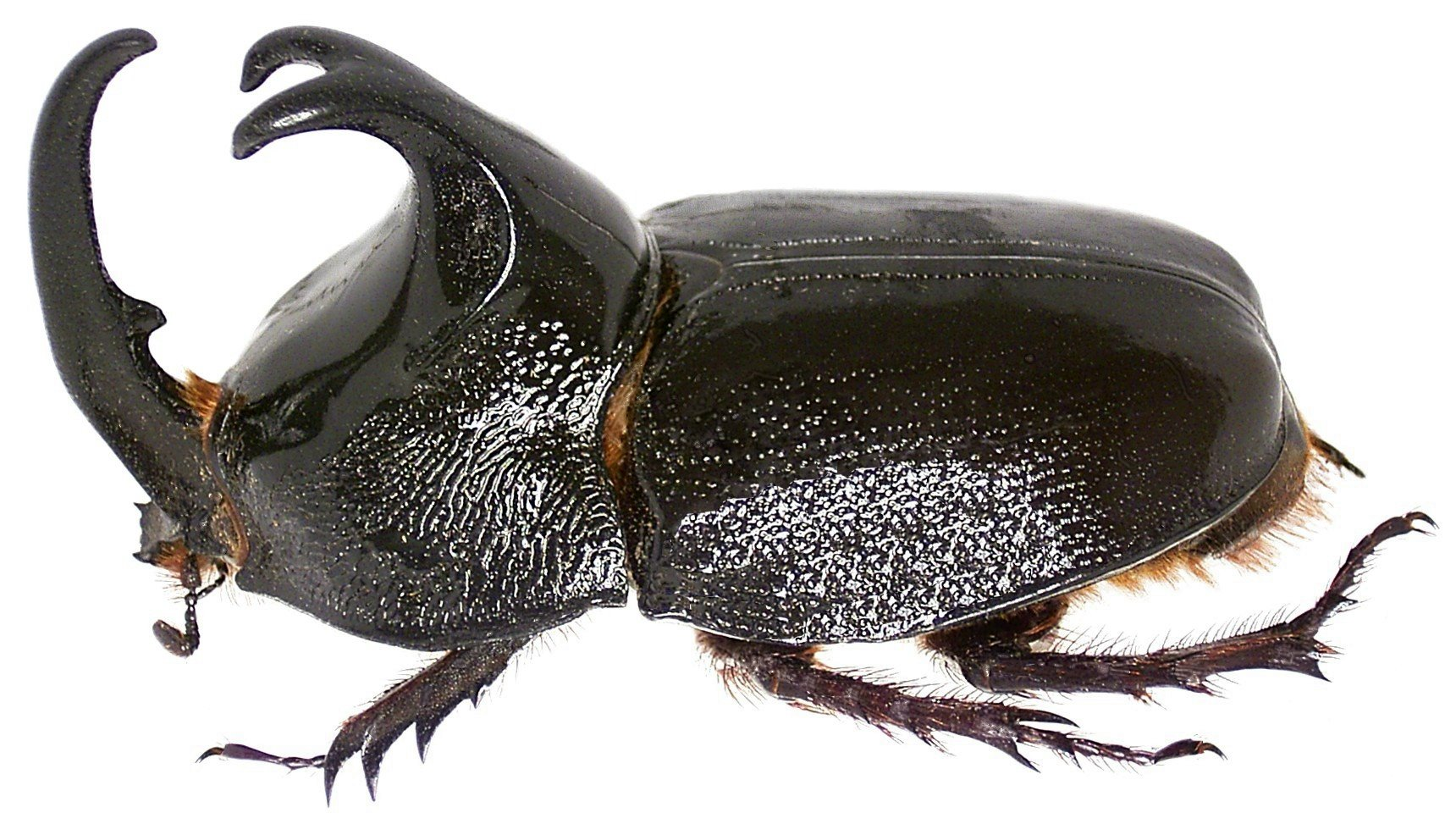
Enema pan
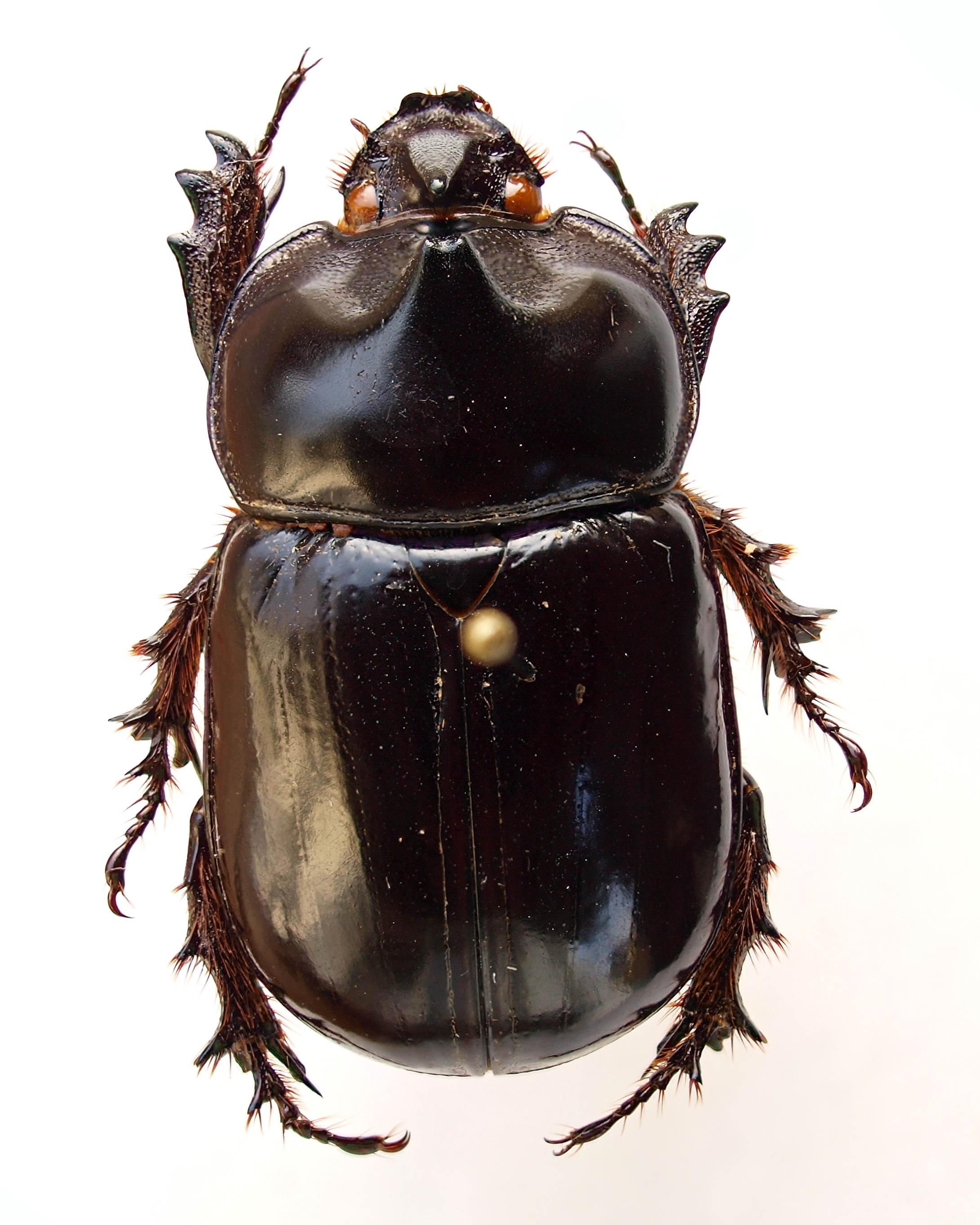
Xyloryctes furcatus
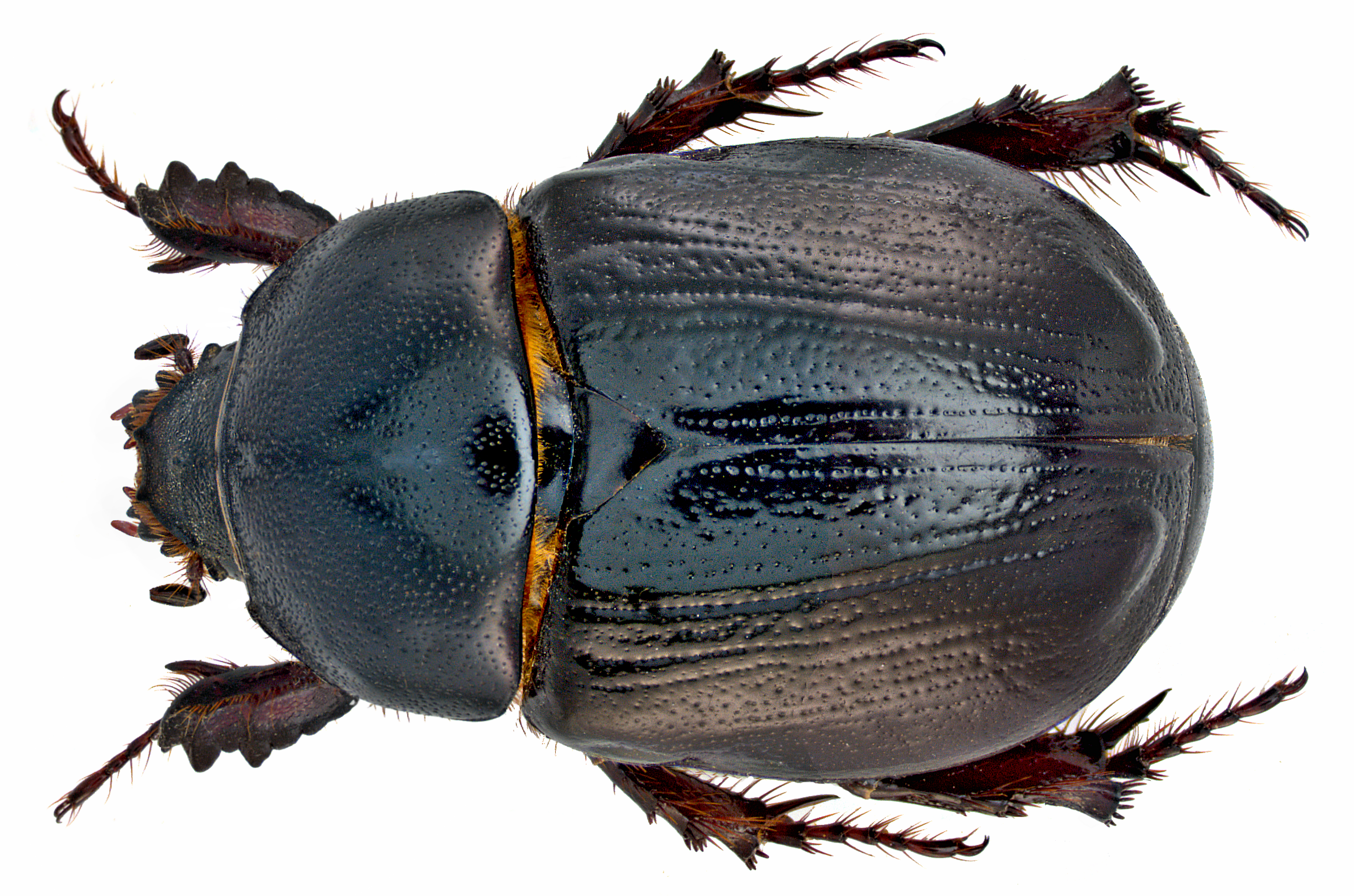
Pentodon quadridens
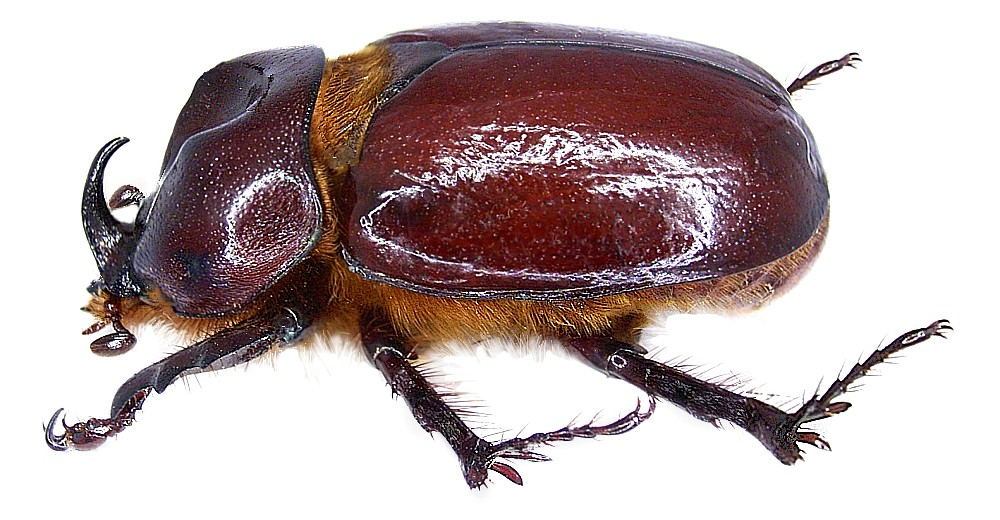
Phyllognathus excavatus
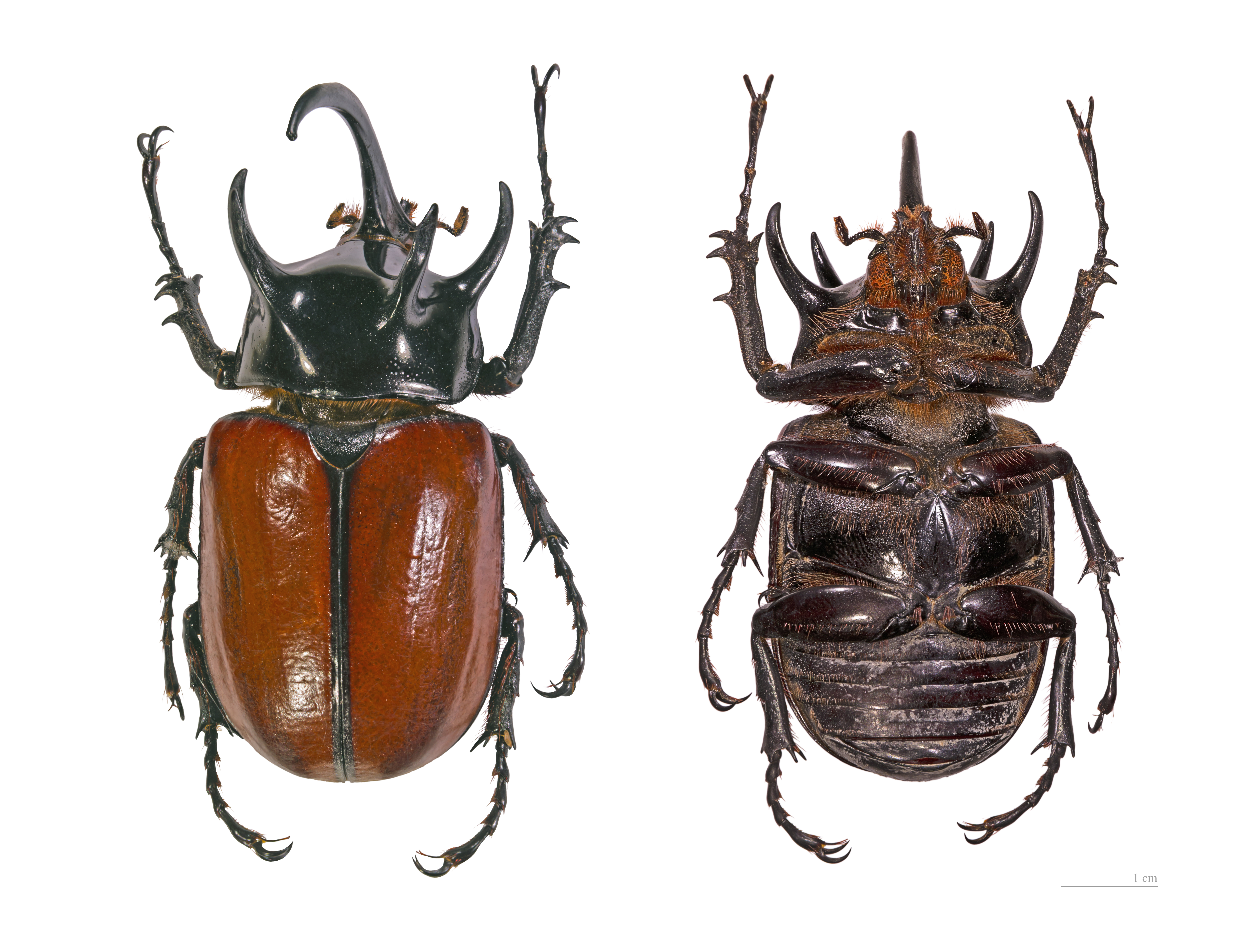
Eupatorus gracilicornis